# مسجد آل شاكر أفندي
مسجد عثمان أو مسجد آل شاكر أفندي هو أحد مساجد بغداد الأثرية القديمة الواقعة في سوق الصاغة الحديث في محلة الدنكجية والتي عرفت فيما بعد بمحلة (جديد حسن باشا) ويقع أمام بيوت آل شاكر أفندي ويسمى أيضاً مسجد عثمان أفندي الواعظ، وبناه المتبرع عثمان أفندي في عهد الدولة العثمانية، ولقد وقف عثمان أفندي بن عمر أوقافاً في قرية وانه (أوانا القديمة) بناحية الدجيل، وأوقافاً في قصر سميكة، قرب جامع حسن باشا ببغداد، للإنفاق على هدم الدار الملاصقة لدار الوقف، وأن يبنى على أرضها مسجد ومدرسة، وأن يقوم هو بالتدريس بنفسهِ، ويكون متولياً عليها، وأن يتم تعيين إمام ومؤذن للمسجد وذلك ذكر في وقفيتهِ المؤرخة في 22 صفر من عام 1106 هـ/ 1694م، وتاريخ هذه الوقفية يصحح القول بنسبة الجامع إلى عثمان أفندي أمين الفتوى والمتوفى سنة 1336 هـ، ثم وقف كل من درويش بك ولطف الله بك إبنا سليمان بك بعض أملاكهما على لوازم واحتياجات المسجد، والذي يقع بالقرب من دارهما وعلى مدرستهِ، وجعلا التولية على الوقف بيد مفتي بغداد، وبموجب الوقفية المؤرخة في 3 شوال 1249 هـ، ولقد شرطت السيدة صديقة خانم بنت الحاج مصطفى أن يصرف على مسجد عثمان أفندي من غلة الدار التي وقفتها لإنشاء وبناء سبيل خانة في المسجد الكائن في محلة جديد حسن باشا، وذلك بموجب الإعلام الشرعي المؤرخ في سجلات الأوقاف ببغداد في تاريخ 16 صفر 1331 هـ/1913، وكانت في المسجد مدرسة تدرس بها العلوم العقلية والنقلية، وفي عام 1318 هـ/1901م جعل فيه مدرسة ابتدائية رسمية تحت رئاسة الخوجة علي أفندي، وفي عام 1325 هـ/1907م، نقلت منه المدرسة الابتدائية وبقيت مدرسة العلوم الأصلية، وكان آخر مدرس لها العلامة السيد محمد فؤاد الآلوسي من أحفاد المفتي محمود أبو الثناء الآلوسي.
وتبلغ مساحة الجامع 1000م2، وفي الجامع ساحة وطرمة واسعة ويستوعب مصلى الحرم أكثر من 150 مصل، وما زال المسجد قائماً إلى الوقت الحالي وتؤدى فيهِ الصلوات الخمسة، وصلاة العيدين.
ولقد جدد بناؤهُ في عام 1348هـ، وآخر تجديد لبناؤه كان من قبل ديوان الوقف السني في العراق.

## مواضيع ذات صلة
- مجلس آل شاكر.